# 亥姆霍茲線圈

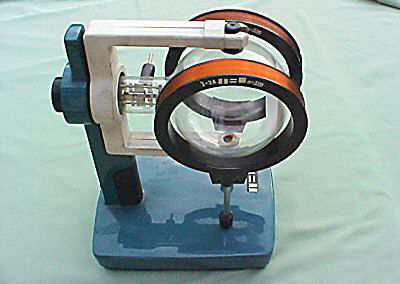
一座裝配了亥姆霍茲線圈的物理儀器。

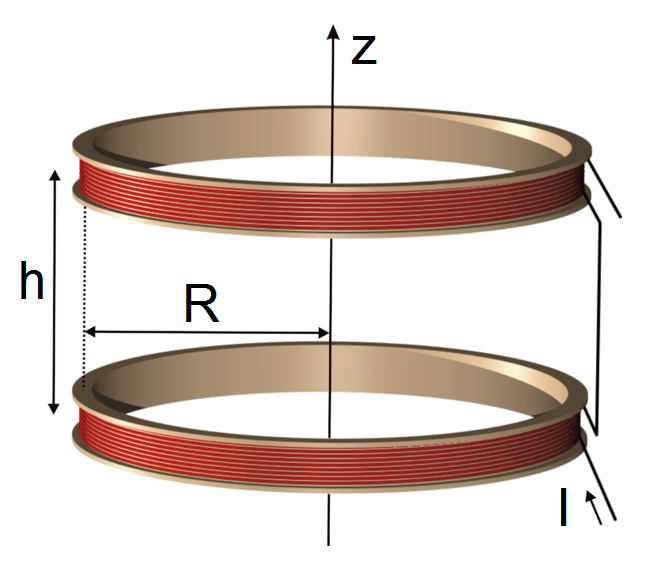
亥姆霍茲線圈示意圖。

亥姆霍茲線圈（Helmholtz coil）是一種製造小範圍區域均勻磁場的器件。由於亥姆霍茲線圈具有開敞性質，很容易地可以將其它儀器置入或移出，也可以直接做視覺觀察，所以，是物理實驗常使用的器件。因德國物理學者赫爾曼·馮·亥姆霍茲而命名。

## 簡介
亥姆霍茲線圈是由一對完全相同的圓形導體線圈組成。採用直角坐標系，這兩個半徑為{\displaystyle R}的圓形線圈的中心軸都與z-軸同軸。兩個圓形線圈的z-坐標分別為{\displaystyle h/2}與{\displaystyle -h/2}。每一個導體線圈載有同向電流{\displaystyle I}。
設定{\displaystyle h=R}可以使得在兩個線圈中心位置O（即原點）的磁場，其不均勻程度極小化。這動作促使{\displaystyle \partial ^{2}B/\partial z^{2}=0}，也意味著領先的非零微分項目是{\displaystyle \partial ^{4}B/\partial z^{4}}，稍後會對這論點做更詳細解釋。但是，這樣做仍舊會在線圈平面跟z-軸相交處與O點之間遺留大約7%磁場數值的差別。
在某些应用中，亥姆霍茲線圈可以用來抵消地磁場，製造出接近零磁場的區域。

## 數學描述

在亥姆霍茲線圈的二等分面的磁場線。注意到在兩個線圈之間的磁場近似均勻（在這電腦繪圖裏，線圈的中心軸是縱向的）。

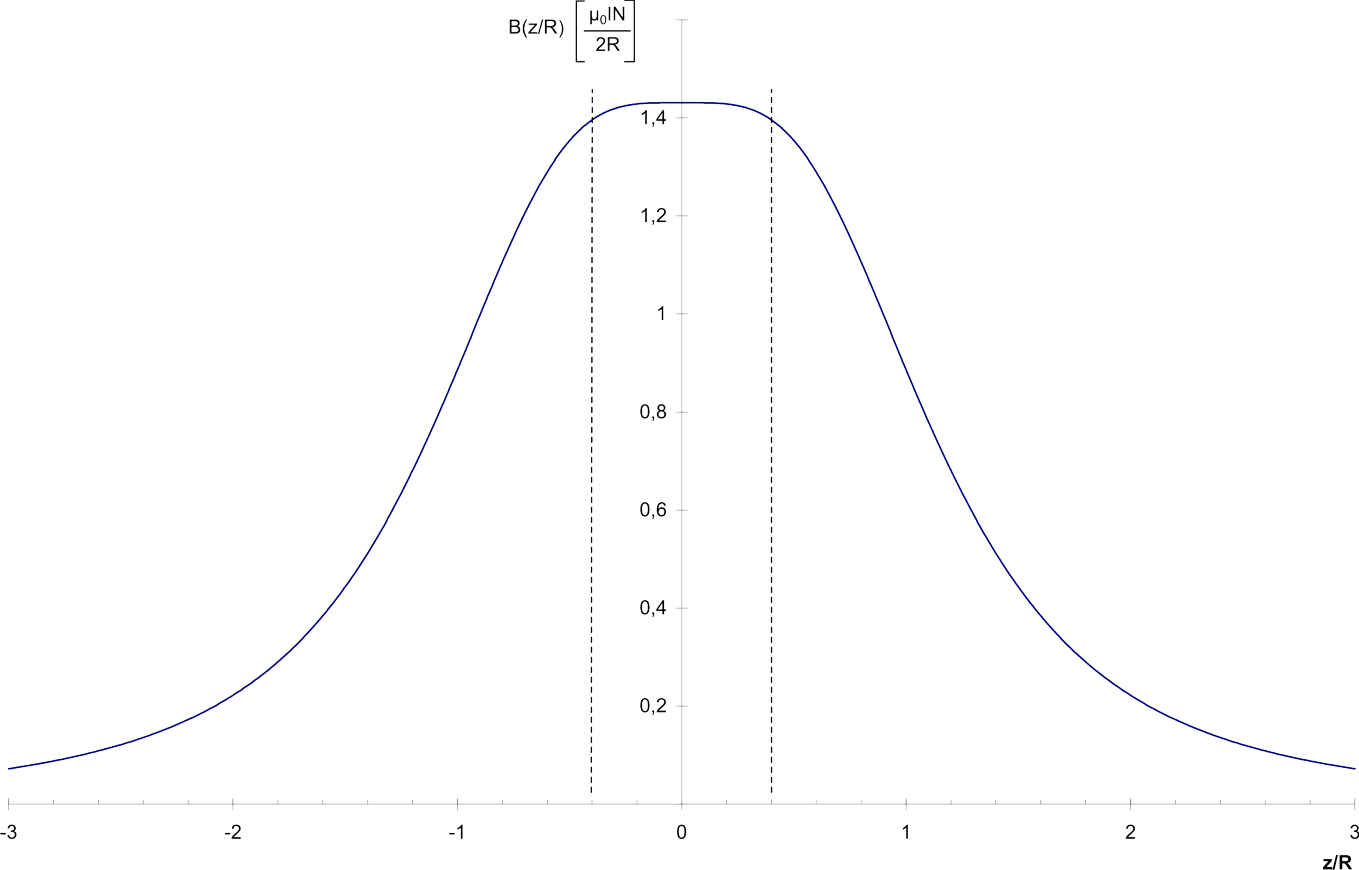
沿著線圈中心軸（z-軸）的磁場。與兩個線圈同距離的中心位置的z-坐標為0。

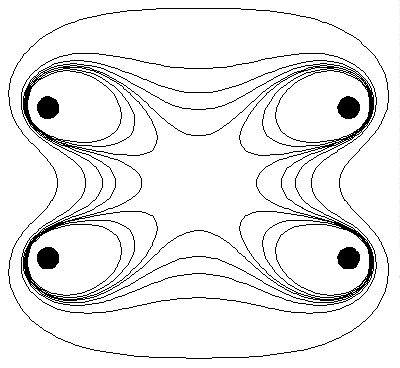
等值線圖顯示出在亥姆霍茲線圈的磁場的數值大小。在中央的章魚區域內，磁場數值與中心位置的磁場數值相差不超過1%。五條等值線的磁場數值分別為。

關於在空間任意位置的精確磁場計算，需要應用到貝索函數或橢圓函數與其相關技巧。沿著線圈的中心軸（z-軸），涉及到的計算比較簡單，可以應用泰勒展開，將磁場展開為{\displaystyle z}的冪級數。採用直角坐標系，以亥姆霍茲線圈的中心位置為z-軸的原點O。由於對於xy-平面的對稱性，奇數冪項目必等於零。經過調整兩個線圈之間的距離{\displaystyle h}，可以使得O點成為拐點，則可以保證{\displaystyle z^{2}}級項目為零，因此領先不均勻項目是{\displaystyle z^{4}}級項目。
在中心位置O點，磁場為
{\displaystyle B={\left({\frac {4}{5}}\right)}^{3/2}{\frac {\mu _{0}nI}{R}}}；
其中，{\displaystyle \mu _{0}}是磁常數。

### 推導
採用直角坐標系，設定單匝線圈的中心軸為z-軸，線圈平面與z-軸相交處為原點，則在z-軸的磁場以方程式表示為（這方程式可以從必歐-沙伐定律推導出來）
{\displaystyle B={\frac {\mu _{0}IR^{2}}{2(R^{2}+z^{2})^{3/2}}}}；
其中，{\displaystyle B}是磁場數值大小，{\displaystyle \mu _{0}}是磁常數，{\displaystyle I}是電流，{\displaystyle R}是線圈半徑，{\displaystyle z}是檢驗位置的z-坐標。
對於{\displaystyle n}匝線圈，磁場為
{\displaystyle B={\frac {\mu _{0}nIR^{2}}{2(R^{2}+z^{2})^{3/2}}}}。
現在改變系統為亥姆霍茲線圈，其中心位置為原點。原點與線圈平面之間的垂直距離為{\displaystyle R/2}，注意到每一個亥姆霍茲線圈有一對線圈，所以，總磁場為
{\displaystyle B={\frac {2\mu _{0}nIR^{2}}{2(R^{2}+(R/2)^{2})^{3/2}}}={\left({\frac {4}{5}}\right)}^{3/2}{\frac {\mu _{0}nI}{R}}}。

### 進階推導
更詳細地計算，沿著z-軸的磁場為兩個線圈的貢獻的疊加：
{\displaystyle \mathbf {B} ={\frac {\mu _{0}IR^{2}}{2}}\left\{\left[R^{2}+(z-h/2)^{2}\right]^{-3/2}+\left[R^{2}+(z+h/2)^{2}\right]^{-3/2}\right\}{\hat {\mathbf {z} }}}。
在原點附近的磁場，經過一番運算，可以泰勒展開成{\displaystyle z}的冪級數：
{\displaystyle \mathbf {B} ={\frac {\mu _{0}IR^{2}}{d^{3}}}\left[1+{\frac {3(h^{2}-R^{2})z^{2}}{2d^{4}}}+{\frac {15(h^{4}-6h^{2}R^{2}+2R^{4})z^{4}}{16d^{8}}}+\dots \right]{\hat {\mathbf {z} }}}；
其中，{\displaystyle d={\sqrt {R^{2}+h^{2}/4}}}。
現在設定{\displaystyle h=R}，則{\displaystyle z^{2}}項目為零，在原點附近的磁場更加均勻：
{\displaystyle \mathbf {B} ={\left({\frac {4}{5}}\right)}^{3/2}{\frac {\mu _{0}I}{R}}\left[1-{\frac {144}{125}}\ \left({\frac {z}{R}}\right)^{4}+\dots \right]{\hat {\mathbf {z} }}}。
磁場不均勻率與{\displaystyle z}的關係式為
{\displaystyle {\frac {\Delta B_{z}}{B_{z}}}\approx -{\frac {144}{125}}\ \left({\frac {z}{R}}\right)^{4}}。
在{\displaystyle z=\pm R/2}，線圈平面與z-軸相交處，磁場數值的差別為
{\displaystyle {\frac {\Delta B_{z}}{B_{z}}}\approx -{\frac {144}{125}}\ \left({\frac {1}{2}}\right)^{4}\approx -7\%}。

## 參閱
- 麦克斯韦线圈（Maxwell coils）
- 亥姆霍茲共鳴（英语：Helmholtz resonance）
- 螺線管
- 磁振造影

## 外部連結
- Helmholtz-Coil Fields （页面存档备份，存于） by Franz Kraft, The Wolfram Demonstrations Project.
- 加州大學洛杉磯分校的高中電漿實驗室網頁：單獨載流迴圈的磁場精確解 （页面存档备份，存于）。